# 존 드미타
존 더미타(John DeMita, 1959년 1월 6일 ~ )는 미국의 배우, 성우이다.
뉴욕에서 태어났다.

## 출연 작품
- 마이클 잭슨스 할로윈 (2017년)
- 할로윈: 살인마의 탄생 (2007년)
- 뫼비우스 띠를 통해서 (2005년)
- 키즈 스토리 (2003년)
- 애니매트릭스 (2003년)
- 릴로 & 스티치 (2002년)
- 오메가 코드 2 - 마게도 (2001년)
- 뱀파이어 헌터 D (2000년)
- 즐거운 인생 (1998년)
- 모노노케 히메 (1997년) - 코로쿠 영어 더빙 역
- 천지무용 (1996년)
- 레프리콘 3 (1995년)
- 사랑의 조건 (1992년)
- 기적의 탄생 (1991년)
- 마녀 배달부 키키 (1989년) - 영어 더빙 목소리 역
- 악령의 꽃 (1988년)
- 천공의 성 라퓨타 (1986년)

### 텔레비전
- 비앤비 (1987년)
- 알렉산더 전기 - 시리즈 (1997년)